# Campionati mondiali di tiro al bersaglio mobile 1969
I campionati mondiali di tiro 1969 furono la terza edizione dei campionati mondiali di questo sport e si disputarono a Sandviken.

## Risultati

### Uomini

#### Bersaglio mobile
| Evento         | Oro                                                                            | Oro       | Argento                                                          | Argento   | Bronzo                                                         | Bronzo    |
| Evento         | Atleta                                                                         | Risultato | Atleta                                                           | Risultato | Atleta                                                         | Risultato |
| 100m           | Martin Nordfors                                                                | 252       | Valeri Postoyanov                                                | 251       | John Kingeter                                                  | 250       |
| 100m a squadre | Unione Sovietica A. Boutsis Igor' Nikitin Valerie Staratelev Valeri Postoyanov | 654       | Stati Uniti Loyd Crow John Kingeter Ted McMillion Edmund Moeller | 638       | Svezia Goete Gaard R. Jakobsson Sven Johansson Martin Nordfors | 632       |

## Medagliere
Nazione ospitante
| Posiz. | Nazione          | Oro | Argento | Bronzo | Totale |
| ------ | ---------------- | --- | ------- | ------ | ------ |
| 1      | Unione Sovietica | 1   | 1       | 0      | 2      |
| 2      | Svezia           | 1   | 0       | 1      | 2      |
| 3      | Stati Uniti      | 0   | 1       | 1      | 2      |